# Deutscher Hochschulbaupreis
Der Deutsche Hochschulbaupreis ist eine seit 2011 vergebene Auszeichnung für Architektur und Baukultur. Der Preis wird von der Deutschen Universitätsstiftung unter der Schirmherrschaft des Bundesministeriums für Verkehr, Bau und Stadtentwicklung (BMVBS) alle zwei Jahre ausgelobt. Mit dem Preisgeld, das durch die Eberhard-Schöck-Stiftung (Baden-Baden) unterstützt wird, werden die jeweiligen Bauherren und die Entwurfsverfasser ausgezeichnet.

## Charakteristik und Dotierung
Mit dem Preis soll nachhaltiges Bauen bei Hochschulgebäuden oder -ensembles mit Ressourcen schonenden und ganzheitlichen Konzeptionen mit hoch energieeffizienten Maßnahmen ausgezeichnet werden. Dabei wird auch die Sanierung und Modernisierung historischer Bausubstanz berücksichtigt. Der Deutsche Hochschulpreis ist mit 15.000 Euro dotiert, für bis zu zwei weitere Auszeichnungen à 5.000 Euro stehen weitere 10.000 Euro zur Verfügung. Die Gesamtpreissumme beträgt 25.000 Euro (Stand 2020). Zu dem Preis gehört eine für die jeweilige Hochschule im Bereich des Haupteingangs anzubringende Plakette.

## Preisträger
- 2022[1][2]: Regionales Innovationszentrum für Energietechnik der Hochschule Offenburg[3], Architektur: Birk Heilmeyer und Frenzel Architekten, Stuttgart; „Haus der Lehre – Light & Schools“, Physik Schullabor der Universität Hamburg, Architektur: hammeskrause architekten, Stuttgart; Universitätsbibliothek, Technische Universität Chemnitz[4], Architektur: ARGE Aktienspinnerei Chemnitz, Siegmar Lungwitz Architekt, Dresden, Heine Mildner Architekten, Dresden, Thomas Rabe Architekt, Berlin
- 2020: Hochschule für Schauspielkunst Ernst Busch Berlin; Architektur: Berlin Ortner & Ortner Baukunst, Berlin; Hochschule Esslingen – Institutsgebäude der Fakultät Gebäude-Energie-Umwelt; Architektur: Knoche Architekten, Leipzig; Hochschule Münster – Neue Ateliers der Kunstakademie; Architektur: Andreas Schüring Architekten, Münster mit Bühler und Bühler Architekten, München
- 2018: ZF-Campus der Zeppelin Universität Friedrichshafen, Architekten: as-if Architekten, Berlin; Anerkennungen: Forschungszentrum „Center of Brain, Behavior and Metabolism“ CBBM der Universität zu Lübeck; Architekten: hammeskrause architekten, Stuttgart; Neubau Seminargebäude der Hochschule der Medien Stuttgart; Architekten: Christof Simon Freier Architekt BDA, Stuttgart[5]
- 2016: Kollegiengebäude Mathematik, Hochschule des Karlsruher Instituts für Technologie (KIT); Architekten: Arge Ingenhoven architects und Meyer Architekten, Düsseldorf; weitere Auszeichnungen: Mediathek der Burg Giebichenstein Kunsthochschule Halle; Architekten: F29 Architekten GmbH, Dresden | ZILA Freie Architekten, Leipzig, Weinhold-Bau der TU Chemnitz; Architekten: Burger Rudacs Architekten, München[6]

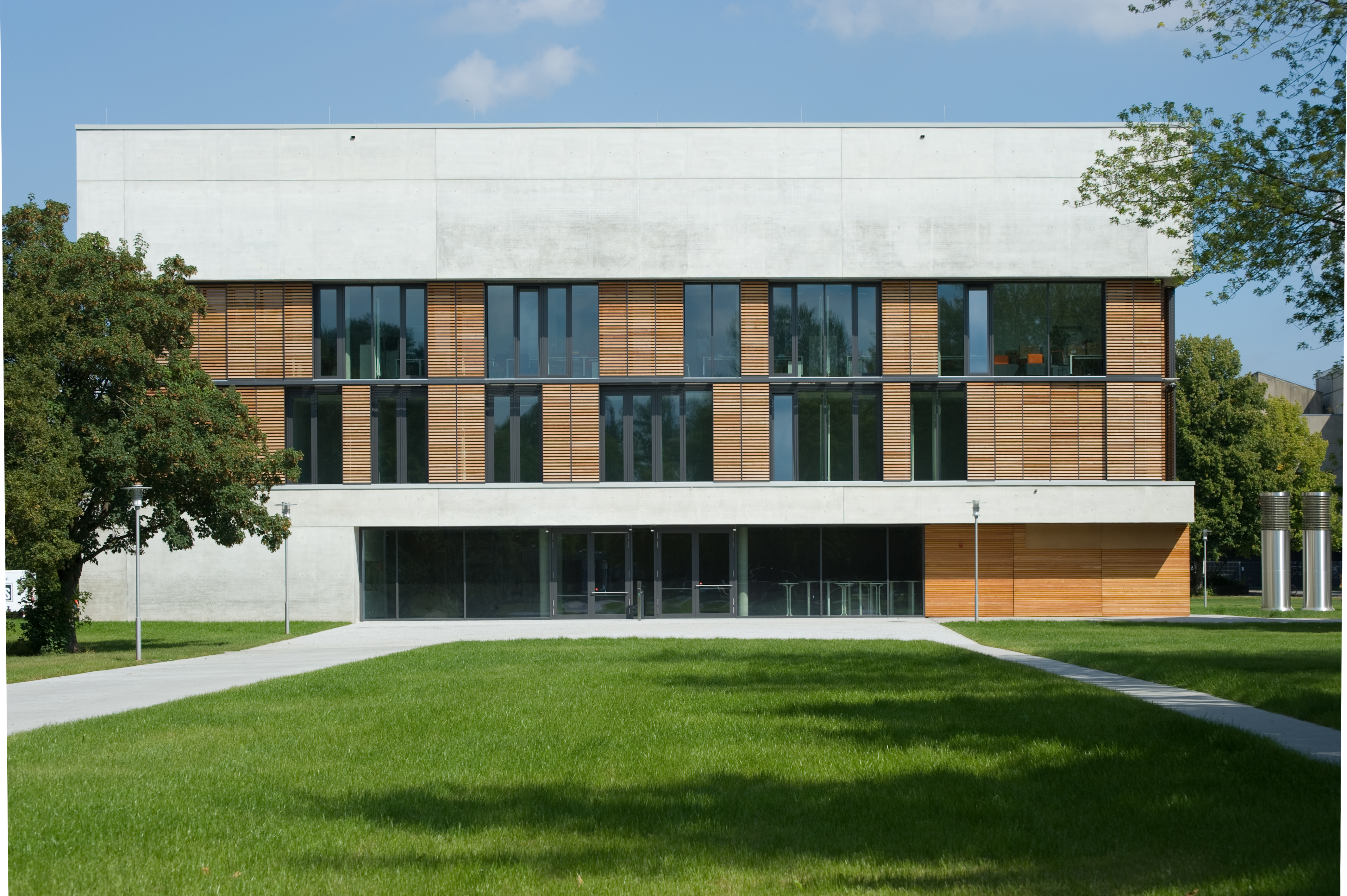
Das "Vielberth-Gebäude" der Uni Regensburg

- 2014: Informations-, Kommunikations- und Medienzentrum Potsdam-Golm der Universität Potsdam;, Architekt: Staab Architekten, Berlin; weitere Auszeichnungen: Interims Audimax TUM Campus München-Garching der Technischen Universität München; Architekt: Deubzer König + Rimmel Architekten, München; BlueBoxBochum der Hochschule Bochum – Bochum University of Applied Sciences; Architekt: ARCHWERK Generalplaner KG, Bochum[7]
- 2012: Hörsaal- und Institutsgebäude der Universität Regensburg, sog. Vielberth-Gebäude; Architekt: Ferdinand Heide, Frankfurt[8][9]

## Einzelbelege
1. ↑  Bundesamt für Bauwesen und Raumordnung: Deutscher Hochschulbaupreis 2020, abgerufen am 26. April 2020
2. ↑  Stuttgarter Nachrichten, Stuttgart Germany: Architekturauszeichnung: Preisgekrönte Hochschulbauten von Stuttgarter Architekten. Abgerufen am 25. August 2022.
3. ↑  Deutscher Hochschulbaupreis 2022. Abgerufen am 25. August 2022 (deutsch).
4. ↑  Mario Steinebach: Architektur, die erneut begeistert | erzgebirge.tv - Die Heimat sehen. Abgerufen am 25. August 2022 (deutsch).
5. ↑  Bundesamt für Bauwesen und Raumordnung: Deutscher Hochschulbaupreis 2018, abgerufen am 26. April 2020
6. ↑  Bundesamt für Bauwesen und Raumordnung: Deutscher Hochschulbaupreis 2016, abgerufen am 26. April 2020
7. ↑  Bundesamt für Bauwesen und Raumordnung: Deutscher Hochschulbaupreis 2014 (Memento des Originals vom 20. September 2020 im Internet Archive)  Info: Der Archivlink wurde automatisch eingesetzt und noch nicht geprüft. Bitte prüfe Original- und Archivlink gemäß Anleitung und entferne dann diesen Hinweis., abgerufen am 26. April 2020
8. ↑  Philanthropie und Stiftung, 1/2012, S. 9.
9. ↑  Alfons Oebbeke: Deutscher Hochschulbaupreis 2012 geht an die Universität Regensburg. Abgerufen am 19. Juni 2024.